# Parada Krów
Parada Krów (ang. Cow Parade) – plenerowa wystawa sztuki współczesnej, organizowana w miastach na całym świecie, polegająca na wystawieniu w metropoliach różnorodnie pomalowanych rzeźb krów. Pierwsza parada odbyła się w 1998 w Zurychu i od tej pory kolorowe krowy zawitały do ponad dwudziestu miast. W czerwcu 2005 stado krów zostało ustawione w Warszawie – na ulicach miasta (głównie w centrum) przez 90 letnich dni można było oglądać 60 rzeźb.
Model krowy przygotował w 1998 Pascal Knapp i przedstawia on krowę mleczną rasy Brown Swiss. Rzeźby przedstawiają krowę wielkości naturalnej (lecz trochę bardziej „płaskie”) i ważą około 60 kg. Są one malowane i dowolnie modyfikowane przez miejscowych artystów, a także przez dzieci. Po zakończeniu wystaw część krów pozostaje u sponsorów, ale większość jest licytowana na aukcjach, zaś dochód zostaje przekazany miejscowym organizacjom charytatywnym. Na pytanie dlaczego akurat krowy, organizatorzy odpowiadają, że te zwierzęta są ogólnie lubiane, a nikt nie spodziewa się ich spotkać w środku wielkiego miasta.
Parada cieszy się dużą popularnością w miastach, w których jest organizowana. Rzeźby są chętnie fotografowane przez mieszkańców i turystów, wiele osób stara się także odwiedzić i sfotografować wszystkie krowy.
Sukces Parady Krów, sprawił, że znalazło się wielu naśladowców i na ulicach miast pojawiły się także kolorowe świnie, łosie, kucyki, delfiny, ryby, dinozaury, anioły, krzesła i wiele innych.

## Miasta z Paradą Krów
Ameryka Północna/Ameryka Południowa
| - Chicago, USA (1999) - Nowy Jork, USA (2000) - Stamford, USA (2000) - West Orange, USA (2000) - Houston, USA (2001) - Kansas City, USA (2001) - Las Vegas, USA (2002) - San Antonio, USA (2002) - West Hartford, USA (2003)(2007) - Atlanta, USA (2003) | - Harrisburg, USA (2004) - Portland, USA (2005) - Guadalajara, Meksyk (2006) - Meksyk, Meksyk (2006) - Mexicali, Meksyk (2006) - Buenos Aires, Argentyna (2006) - Madison, USA (2006) - Boston, USA (2006) - Denver, USA (2006) - Belo Horizonte, Brazylia (2006) | - São Paulo, Brazylia (2006) - Kurytyba, Brazylia (2006) - Guadalajara, Meksyk (2007) - Rio de Janeiro, Brazylia (2007) - San José, Kostaryka (2008) - Tijuana, Meksyk (2008) |

Europa
| - Arnhem, Holandia (2000) - Ateny, Grecja (2006) - Barcelona, Hiszpania (2005) - Bratysława, Słowacja (2005) - Bruksela, Belgia (2003) - Bukareszt, Rumunia (2005) - Budapeszt, Węgry (2006) - Kopenhaga, Dania (2007) - Dublin, Irlandia (2003) - Edynburg, Wielka Brytania (2006) | - Florencja, Włochy (2005) - Genewa, Szwajcaria (2005) - Wyspa Man (2003) - Stambuł, Turcja (2007) - Lizbona, Portugalia (2006) - Londyn, Anglia (2002) - Luksemburg (2001) - Madryt, Hiszpania (2008) - Manchester, Wielka Brytania (2004) - Mediolan, Włochy (2007) | - Monako (2005) - Moskwa, Rosja (2006) - Paryż, Francja (2006) - Praga, Czechy (2004) - Sztokholm, Szwecja (2004) - Telemark, Norwegia (2006) - Windawa, Łotwa (2002) - Vigo, Hiszpania (2007) - Warszawa, Polska (2005) - Zurych, Szwajcaria (1998) |

Afryka/Azja/Australia
| - Sydney, Australia (2002) - Tokio, Japonia (2006) - Południowa Afryka (2004) - Auckland, Nowa Zelandia (2003) |